# 奥赛城站
奥赛站（法語：Gare d'Orsay-Ville），是法国的一个铁路车站，属于大区快铁B线B4支线。开通于1854年7月29日，位于埃松省奥赛。属于第五收费区（法語：Zone 5），1977年12月9日大区快铁B线开始使用本站。